# 新波
新波（しんば）は、埼玉県飯能市に本拠地を置いて日本野球連盟に加盟していた、社会人野球のクラブチームである。
男子部と女子部が活動していたが、男子部は2025年1月に同じく埼玉県野球連盟に所属していたクラブチームのINVENTIVEと合併し（新チーム名は「INVENTIVE　New wave」）廃部となった。女子部は、2025年以降も変わらず活動している。

## 概要
2009年に当時日本体育大学の学生だった川保麻弥が女子野球チームとして設立。部員は学生と社会人で占め10名程度。2011年の女子硬式野球日本代表チームに田口紗帆（内野手）が候補として選出されている。
2013年に男子部が創設された。

## 設立・沿革
- 2009年 - 女子野球チームとして設立
- 2012年 - 第7回全日本女子硬式クラブ野球選手権大会で初優勝[5]
- 2013年 - 男子部が設立
- 2025年1月 - 男子部がクラブチームの「INVENTIVE」と合併し「INVENTIVE　New wave」となる

## 出身プロ野球選手
男子部
- 新井勝也（元愛媛マンダリンパイレーツ、大分B-リングスほか）

女子部
- 河本悠
- 梅本由紀
- 川保麻弥

## 元プロ野球選手の競技者登録
男子部
- 坂元弥太郎（投手兼任コーチ） - 元東京ヤクルトスワローズ、埼玉西武ライオンズなど → 退団
- 有馬翔（投手→投手兼任コーチ） - 元福岡ソフトバンクホークス、東北楽天ゴールデンイーグルス
- 神戸拓光（野手兼任コーチ） - 元千葉ロッテマリーンズ → 退団
- 宋相勲（野手）- 元中日ドラゴンズ　※実際には入団せず
- 菅原祥太（野手）- 元千葉ロッテマリーンズ → 退団